# Omphisa caustalis
Omphisa caustalis là một loài bướm đêm trong họ Crambidae.